# Hafenkette

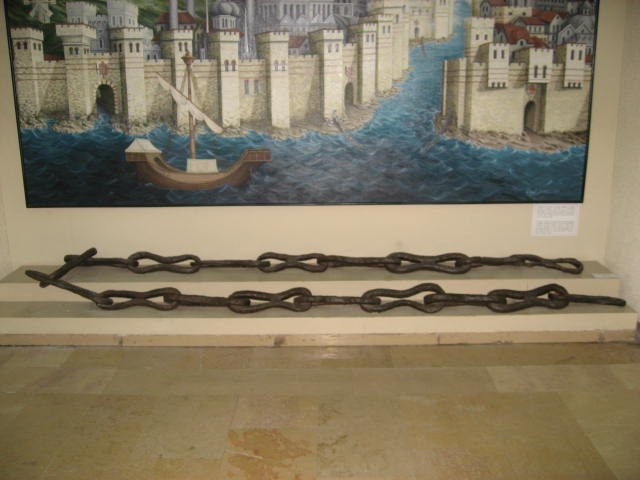
Sperrkette von Konstantinopel

Eine Hafenkette oder Stromkette war eine massive schmiedeeiserne Sperrkette, die von hölzernen Schwimmkörpern getragen entlang der Wasseroberfläche gespannt wurde, um Schiffe an der Durchfahrt zu hindern. Sie hatte die Aufgabe, unerlaubte oder unerwünschte Schifffahrt, wie Zu- oder Wegfahrt aus dem Hafen oder das Befahren eines Stromes, zu verhindern.
Bekannt wurde die Kette, welche das Goldene Horn während der Belagerung von Konstantinopel 1453 versperrte. Erbeutete Hafenketten wurden vielfach von den Siegern als Kriegstrophäen weggeführt. Die Stadt Genua bewahrte die Ketten der 1284 in der Seeschlacht bei Meloria besiegten Stadt Pisa auf. Die Hafenkette von Marseille wurde nach dem Sieg Aragons 1423 nach Valencia gebracht.
Strategische Bedeutung während der Kreuzzüge erlangte der Kettenturm von Damiette. Im Königreich Jerusalem war ein Gericht zuständig für das See- und Schifffahrtsrecht sowie für die Erhebung von Zöllen als „Kettenzoll“ (Cour de Chaîne; Chaîne = Hafensperrkette). Ein weiteres Beispiel ist der Tour de la Chaine in La Rochelle.

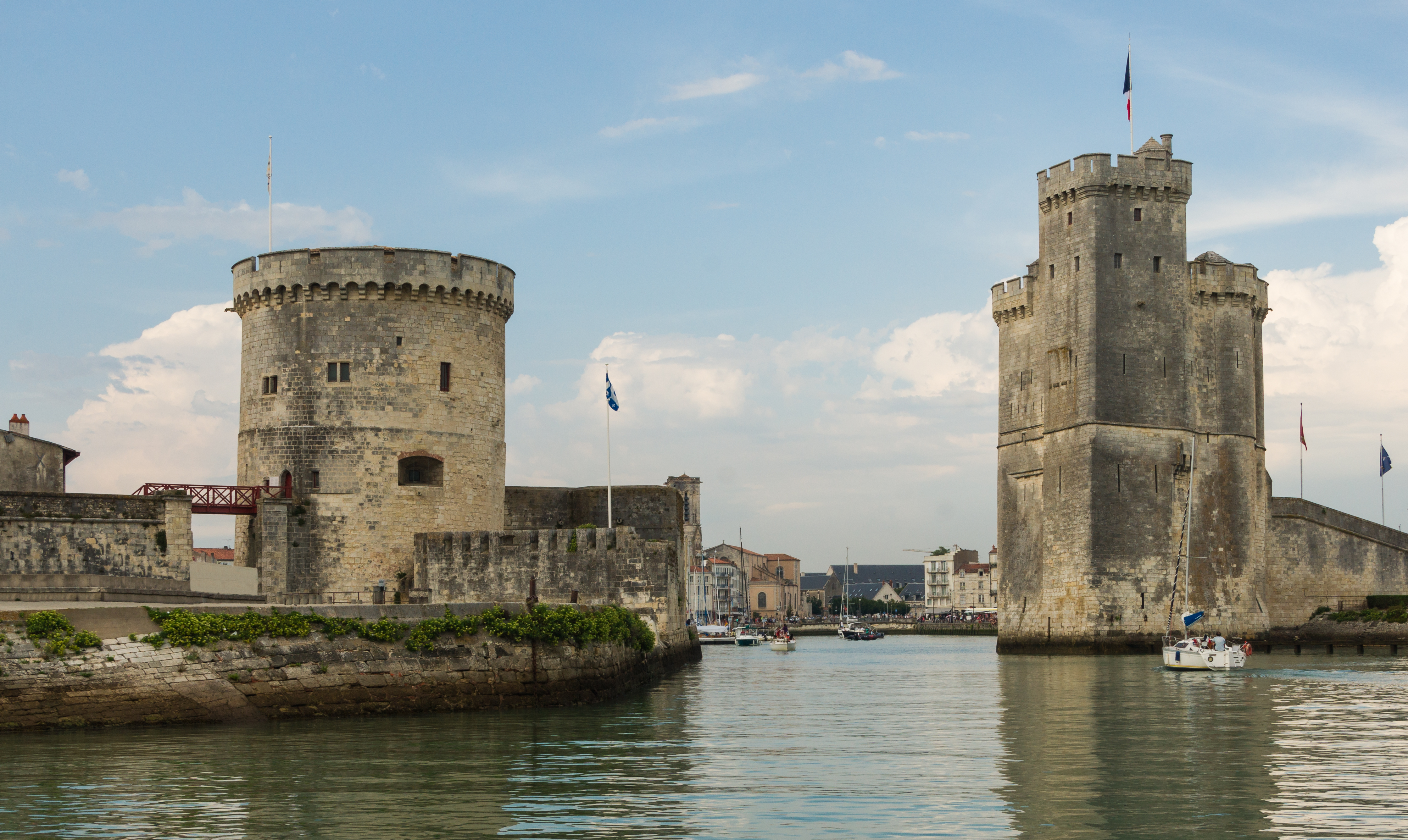
Hafenportal des Alten Hafens von La Rochelle von der Seeseite aus, mit Tour de la Chaine und Tour St. Nicolas

Bei dem Überfall im Medway im Jahr 1667 konnten die Engländer trotz einer Stromkette (die wohl zu tief im Wasser lag) nicht verhindern, dass die niederländische Flotte in die Themse einfuhr und mehrere englische Schiffe versenkte oder erbeutete.